# Tha Li (huyện)
Tha Li (tiếng Thái: ท่าลี่) là một huyện (amphoe) ở tây bắc của tỉnh Loei, đông bắc Thái Lan.

## Địa lý
Các huyện giáp ranh (từ phía đông bắc theo chiều kim đồng hồ) là Chiang Khan, Mueang Loei và Phu Ruea của tỉnh Loei. Về phía tây bắc là tỉnh Xaignabouli của Lào.

## Hành chính
Huyện này được chia thành 6 phó huyện (tambon), các đơn vị này lại được chia ra thành 41 làng (muban). Tha Li là một thị trấn (thesaban tambon) nằm trên một phần của the tambon Tha Li. Có 5 Tổ chức hành chính tambon.
| STT | Tên       | Tên tiếng Thái | Số làng | Dân số |  |
| --- | --------- | -------------- | ------- | ------ |  |
| 1.  | Tha Li    | ท่าลี่            | 9       | 5.718  |  |
| 2.  | Nong Phue | หนองผือ         | 10      | 7.141  |  |
| 3.  | A Hi      | อาฮี            | 6       | 4.646  |  |
| 4.  | Nam Khaem | น้ำแคม          | 6       | 5.004  |  |
| 5.  | Khok Yai  | โคกใหญ่         | 5       | 2.956  |  |
| 6.  | Nam Thun  | น้ำทูน           | 5       | 1.652  |  |